# Poniatowa
Poniatowa este un oraș în Polonia.